# Setia (geslacht)
Setia is een geslacht van weekdieren uit de klasse van de Gastropoda (slakken).

## Soorten
- Setia alaskana (Bartsch, 1912)
- Setia alboranensis Peñas & Rolán, 2006
- Setia alexandrae Ávila & Cordeiro, 2015
- Setia amabilis (Locard, 1886)
- Setia ambigua (Brugnone, 1873)
- Setia anselmoi (van Aartsen & Engl, 1999)
- Setia antipolitana (van der Linden & W. M. Wagner, 1987)
- Setia atropurpurea Frauenfeld, 1867
- Setia bifasciata A. Adams, 1861
- Setia bruggeni (Verduin, 1984)
- Setia conoidea Seguenza, 1903
- Setia ermelindoi Ávila & Cordeiro, 2015
- Setia fusca (Philippi, 1841)
- Setia gittenbergeri (Verduin, 1984)
- Setia homerica Romani & Scuderi, 2015
- Setia impolite Rolán & Hernández, 2006
- Setia jansseni (Verduin, 1984)
- Setia kuiperi (Verduin, 1984)
- Setia lacourti (Verduin, 1984)
- Setia latior (Mighels & Adams, 1842)
- Setia levantina Bogi & Galil, 2007
- Setia maculata (Monterosato, 1869)
- Setia miae Verduin, 1988
- Setia microbia H. J. Hoenselaar & J. Hoenselaar, 1991
- Setia netoae Ávila & Cordeiro, 2015
- Setia nicoleae Segers, Swinnen & De Prins, 2009
- Setia nitens Frauenfeld, 1867
- Setia nomeae Moolenbeek & Piersma, 1990
- Setia pulcherrima (Jeffreys, 1848)
- Setia quisquiliarum (Watson, 1886)
- Setia scillae (Aradas & Benoit, 1876)
- Setia sciutiana (Aradas & Benoit, 1874)
- Setia slikorum (Verduin, 1984)
- Setia subvaricosa Gofas, 1990
- Setia tenuisculpta (Watson, 1873)
- Setia triangularis (Watson, 1886)
- Setia tricincta A. Adams, 1861
- Setia turriculata Monterosato, 1884
- Setia ugesae Verduin, 1988
- Setia valvatoides (Milaschewitsch, 1909)